# 坂井英光
坂井 英光（さかい ひでみつ、1975年4月11日 - ）は、地方競馬・東京都騎手会（2018年5月21日 - 2019年11月30日）に所属していた元騎手で現在は大井競馬場に所属の調教師である。父は元名古屋競馬場の厩務員で、実弟に坂井薫人元騎手（現在大井競馬厩務員）。息子はJRA所属の騎手坂井瑠星。全日本騎手連盟会長、東京都騎手会会長をつとめた。
いわゆる「栗田一門」門下であり、引退した市村誠（現調教師）・赤嶺亮（現調教師）・早見多加志・脇本一幸が同門に当たる。

## 来歴
大井・物井榮厩舎所属としてデビュー。初騎乗は1995年4月11日で、翌1996年には全日本新人王争覇戦に出場したりもしたが、しばらく成績は伸び悩み、2000年には27勝をマークしたが翌2001年には14勝と大きく後退するなど一進一退の状況が続いた。しかし2003年の後半ごろから徐々に上昇のきっかけを掴むと、翌2004年から一気にブレイク。62勝で南関東13位までジャンプアップした。
2005年は83勝で南関東10位、そして2006年には自身初となる年間100勝超え（103勝）を果たし、南関東7位にランクイン。大井競馬での成績に限れば2005年・2006年ともに3位であり、内田博幸・的場文男のスタージョッキーに続く位置まで上り詰めた。
2006年1月7日、中山競馬場第1競走で中央競馬初騎乗（16頭立て8着）。同日の第9競走でアヤパン（16頭立て5番人気）に騎乗し、5戦目で中央初勝利を挙げた。
成績が伸び始めてもなぜか重賞には縁がないままであったが、2007年1月17日のニューイヤーカップ （浦和競馬場） でレッドドラゴン号を優勝に導き、悲願の重賞初制覇を遂げた。
2007年4月22日、東京競馬場フローラステークス (GII) で中央重賞初騎乗（14番人気10着）。その後、同年の七夕賞、関屋記念、2008年の日経賞、2009年の青葉賞、2010年の共同通信杯、カペラステークスに騎乗しているが中央重賞は未勝利である。
2010年1月3日川崎競馬第10競走宝船特別で、ムーンライトクロスに騎乗して勝利、地方競馬通算1000勝を達成した。
2011年1月23日午前7時ごろ、大井競馬場で調教中に馬が転倒し落馬。頭蓋底骨折、両肺挫傷、第8胸椎圧迫骨折で全治3か月と診断された。
2018年5月21日付で栗田裕光厩舎から東京都騎手会（中央競馬のフリー騎手に相当）所属に変更となった。2018年11月12日大井競馬第11競走深秋賞をノアブリジットで勝利し、地方競馬通算2000勝を達成。
2019年11月14日、新規調教師免許試験に合格し、これに伴い翌15日の騎乗をもって騎手を引退し、調教師へと転身する予定であると報じられた。同月15日に大井競馬第8競走品川かえで賞で、スターリットに騎乗し地方競馬通算2028勝目を挙げ、有終の美を飾った。同年12月1日付で調教師免許を取得。翌2日に大井競馬場で引退式が行われる。
2021年4月1日、大井競馬小林牧場分厩舎にて開業する。

## 主な騎乗馬
- レッドドラゴン（ニューイヤーカップ）
- トキノミスオース（ロジータ記念）
- コウエイノホシ（大井記念）
- ブルーホーク（サンタアニタトロフィー） ※今までで一番思い出に残っているレースとして挙げている。
- ナンテカ（鎌倉記念）
- バックアタック（ユングフラウ賞）
- イーグルショウ（川崎マイラーズ）
- ヒロアンジェロ（トゥインクルレディー賞）
- オリークック（ローレル賞）
- ピサノエミレーツ（せきれい賞）
- ジーエスライカー（船橋記念、アフター5スター賞）
- フジノウェーブ（東京スプリング盃）
- ジョーメテオ（ゴールドカップ、アフター5スター賞）
- キャプテンキング（ゴールドカップ、フジノウェーブ記念、ブリリアントカップ、川崎マイラーズ）

## 主な管理馬
太字はダートグレード競走
- シュアゲイト（2023年 サンタアニタトロフィー）
- サヨノネイチヤ（2023年 勝島王冠・2024年ブリリアントカップ・大井記念）
- デュードヴァン（2024年 川崎マイラーズ・サンタアニタトロフィー）
- ジャスティン（2024年 東京スプリント）
- スマイルマンボ（2024年 ハイセイコー記念）

出典: